# Ibsan
Ibsan (hebr. אִבְצָן) – postać biblijna, jeden z sędziów Izraela, opisany w Księdze Sędziów (Sdz 12,8-10). 
Objął rządy nad Izraelem po śmierci Jeftego. Według Biblii pochodził z Betlejem, utożsamianym powszechnie przez biblistów z Betlejem w Galilei (stąd przypuszczenie, iż należał do plemienia Zebulona). Miał trzydziestu synów i trzydzieści córek, które wydał za mąż „poza granicami”. Nie ma pewności, czy chodzi tu o mężczyzn z innego plemienia izraelskiego, czy o cudzoziemców. Zmarł po siedmiu latach rządów i został pochowany w rodzinnym mieście. Rządy po nim objął Elon.
W Talmudzie został utożsamiony z Boozem.